# Езици в САЩ
Съединените американски щати не разполагат с официален език.
По-голямата част от населението говори английски като роден език (около 82 %). Вариантът на английския език, който се говори в Съединените щати, е известен като американски английски. Заедно с канадския английски той е част групата диалекти, известни като „северноамерикански английски“. 96 % от населението на САЩ говори английски добре или много добре. През годините има няколко предложения за утвърждаването на английския като национален език чрез законопроект за имиграционната реформа. Никой от тези законопроекти не влиза в сила.
Испанският е вторият по използване език в страната. Той се говори от над 12 % от населението. В Пуерто Рико испанският и английски език имат статут на официален език, а в Ню Мексико законите са публикувани и на двата езика. В югозападната част на САЩ отдавна утвърдените испанскоговорещи общности съжителстват с многото нови испанскоговорещи имигранти. САЩ имат 5-о по брой в света испанскоговорещо население, по-малко само от Мексико, Испания, Аржентина и Колумбия. Въпреки че мнозина от новите имигранти от Латинска Америка владеят английски само на ниско ниво, второто поколение испано-американци често говорят английски език като майчин език, а само около половината оттях все още говорят испански.
Според Бюрото за преброяване на населението на САЩ 57 016 жители на страната говорят на български език. (2006 г. – 2008 г.) Според същия източник, 21 129 от тези хора не говорят английски много добре.